# Aston Martin Virage
Presentat al 2011 amb unes altes expectatives de vendes, aquest model és més petit i una mica més lleuger que els seus antecessors. Està disponible amb (Coupé) i sense capota (Volante), les dues versions amb un total de quatre seients tot i que a la versió coupé hi ha la possibilitat d'eliminar els seients del darrere.
Té el motor col·locat davant de l'habitacle i darrere l'eix davanter, d'aquesta manera el pes total del cotxe recau sobre cada eix. Disposa de 496CV que transmeten tota la seva potència a l'eix del darrere. El Virage està fabricat amb un motor V12 de 6 litres i amb una caixa de canvis automàtica de 6 velocitats tot i que hi ha la possibilitat de conduir-lo mitjançant dues palanques de canvi situades al darrere del volant. Segons dades oficials aquest model arriba als 299km/h i és capaç d'accelerar de 0 a 100km/h en 4.6 segons. Aquestes dades no són especialment bones sabent que altres models de potència similar com el Ferrari California de 460CV o el Porsche 911 Turbo de 500CV són bastant més rapids i lleugers.
El Virage està equipat amb uns frens ceràmics i amb una suspensió de duresa variable. L'alumini va ser el material escollit per a la fabricació de la carrosseria a més del magnesi i la fibra de carboni per a altres components.